# Бхери (зона Непала)
Бхери (непальск. भेरी अञ्चल) — зона (административная единица) в юго-западной части Непала. Входит в состав Среднезападного региона страны. Административный центр — город Непалгандж. Площадь зоны составляет 10 545 км². Население по данным переписи 2011 года составляет 1 701 767 человек; по данным переписи 2001 года оно насчитывало 1 417 085 человек.

## География
Граничит с зоной Сетхи (на западе), зоной Карнали (на севере), зоной Рапти (на востоке), а также с индийским штатом Уттар-Прадеш (на юге).

## Административное деление
Зона Бхери подразделяется на 5 районов:
- Банке
- Бардия
- Дайлекх
- Джаяркот
- Суркхет